# Serge Poliakoff
Serge Poliakoff, född 8 januari 1906 (eller 1900) i Moskva, död 12 oktober 1969 i Paris, var en fransk modernistisk konstnär av rysk härkomst och tillhörde den nya Parisskolan (tachism).

## Biografi
Poliakoff föddes som det trettonde av fjorton barn. Vissa källor hävdar att han föddes år 1900, vilket i själva verket passar bättre med hans senare historia - 1906 skulle ha betytt att lämnade hemmet och tjäna sitt uppehälle som musiker vid en ålder av 12 år. Hans far, en kirgizier, levererade hästar, som han fött upp sig själv, till ryska armén och ägde även ett tävlingsstall. Hans mor var djupt involverad med kyrkan och dess religiösa ikoner fascinerade honom. Han skrev in sig på Moskvas skola för måleri, skulptur och arkitektur, men flydde Ryssland 1918. Han kom till Konstantinopel 1920, och levde där på förtjänst från sin talang som gitarrist.
Poliakoff fortsatte sin flyttning med att passera Sofia, Belgrad, Wien och Berlin innan bosatte sig i Paris 1923, hela tiden fortsatte han att spela i ryska kabaréer. År 1929 skrev han in sig på Académie de la Grande Chaumière. Hans målningar förblev rent akademiska tills han, under sin vistelse i London 1935-1937, upptäckte den abstrakta konsten och de ljusa färgerna i egyptiska sarkofager. Strax efteråt träffade också han Wassily Kandinsky, Sonia och Robert Delaunay, och Otto Freundlich. År 1938 började han måla i en nonfigurativ stil. Han undvek dock det rent geometriska formspråket och utvecklade en mosaik av stora oregelbundna former, liknande sönderrivna pappersstycken, i en rikt nyanserad färgplan.
Med dessa influenser, kom Poliakoff snabbt att betraktas som en av de mest kraftfulla målarna i sin generation. År 1947 utbildades han av Jean Deyrolle i Gordes i Vaucluse-regionen i Frankrike bland jämnåriga som Gérard Schneider, Giloli, Victor Vasarely, och Jean Dewasne. I början av 1950-talet, var han fortfarande kvar på Old Dovecote hotell nära Saint-Germain-des-Prés, som också var hem för Louis Nallard och Maria Manton, och fortsatte att tjäna en pålitlig inkomst genom att spela balalajka. Ett kontrakt gjorde det möjligt för honom att snabbt få bättre finansiell stabilitet.
År 1962 avsattes ett rum till hans målningar av Venedigbiennalen och Poliakoff blev en fransk medborgare i samma år. Hans verk visas nu i ett stort antal museer i Europa och New York. Poliakoff arbetade också med keramik på Manufacture nationale de Sèvres och han påverkade målningarna av Arman.
År 2006, valdes verk av Poliakoff av Musée du Luxembourg för deras utställning med titeln "L'Envolée lyrique” i Paris 1945-1956", nämligen "Composition en brun", 1947 Nya Carlsberg Glypothek, Köpenhamn; "Komposition rouge avec drag", 1952, Köln Museum; "Composition IV", 1954).
År 2013, ägnade Musée d'Art Moderne de la Ville de Paris en storskalig retrospektiv utställning åt abstrakta målare som omfattar 150 verk från perioden 1946-1969. Sedan 1970 hade det inte skett någon betydande utställning av det arbete som Poliakoff utförde i det som blev hans hemstad. 